# Silvija Borovnik
Silvija Borovnik, pisateljica, prevajalka, literarna zgodovinarka in publicistka, * 6. marec 1960, Slovenj Gradec.

## Življenje in delo
Silvija Borovnik živi v Dravogradu. Diplomirala je iz slovenščine in nemščine na Filozofski fakulteti v Ljubljani, kjer je opravila še magisterij in doktorat iz zgodovine novejše slovenske književnosti. Delala je kot lektorica za slovenski jezik na univerzah v Krakovu in Gradcu, zdaj pa je redna profesorica na Oddelku za slovanske jezike in književnosti na Filozofski fakulteti v Mariboru. Njeno posebno znanstveno in publicistično področje je ženska kot pisateljica, sicer pa piše kratko prozo, eseje in literarnozgodovinska dela ter prevaja iz nemščine, posebno Patricka Süskinda in Petra Handkeja. Izbrala in prevedla je tudi literarna besedila za antologijo sodobne avstrijske kratke proze Prekoračiti obzorje (1991) (COBISS). Redno objavlja v osrednjih slovenskih literarnih revijah.

## Izbrana bibliografija

### Prevod
- Süskind, Patrick. Parfum: zgodba o morilcu, 1987. (COBISS)
- Handke, Peter. Die Wiederholung = Ponovitev, 2004. (COBISS)

### Leposlovje
- Strašljivke, 1990. (COBISS)
- Samorastnice v Samorastnikih, 1993 (COBISS)

### Strokovno
- Tonček gora: v spomin slavistu in slovenistu Tonetu Pretnarju, 1993. (COBISS)
- Slovenska književnost na avstrijskem Koroškem - s posebnim ozirom na delo Florjana Lipuša, 1995. (COBISS)
- Pišejo ženske drugače?, 1996. (COBISS)
- Humor, ironija in groteska v delih Janka Messnerja, 1998. (COBISS)
- Slovenska književnost III, 2001. (COBISS)
- Handke, Peter. Die Wiederholung = Ponovitev, cop. 2004. (COBISS)
- Razvoj dramatike Dušana Jovanovića, 2004 (COBISS)
- Slovenska dramatika v drugi polovici 20. stoletja, 2005. (COBISS)